# Joseph Rodes Buchanan
 (novembre 2010).
Si vous disposez d'ouvrages ou d'articles de référence ou si vous connaissez des sites web de qualité traitant du thème abordé ici, merci de compléter l'article en donnant les références utiles à sa vérifiabilité et en les liant à la section « Notes et références ».
Pour les articles homonymes, voir Buchanan.
Joseph Rodes Buchanan, né dans la ville américaine de Frankfort dans le Kentucky le 11 décembre 1814, et mort le 26 décembre 1899, fut un médecin et professeur de physiologie américain. Diplômé de l’université de Louisville en 1842, il fut professeur à l’Eclectic Medical Institute de Covington dans le Kentucky. Buchanan s’intéressa au domaine des perceptions extrasensorielles et forgea le terme de psychometrie pour désigner la capacité d'une personne à percevoir des informations relatives à un objet par contact avec celui-ci.

## Biographie
Buchanan commença sa carrière dans les années 1840, à l’époque ou l’Amérique découvrait le spiritualisme et les perceptions extrasensorielles. Il s’intéressa au cas des sœurs Fox qu’il défendit. Il étudia le cas de nombreux médiums ayant la capacité à percevoir, de manière extrasensorielle, des informations sur des objets, simplement en les touchant . 
Ainsi, le premier sujet étudié par le Dr Buchanan fut le général "bishop" Léonidas Polk, qui avait, entre autres, la faculté de "reconnaitre" du laiton, dans l'obscurité et par un simple contact. Ce contact provoquant chez lui la perception, en bouche, d'un gout particulier lui permettant d'identifier le laiton.
Buchanan forgea le terme de « psychometry » pour désigner cette faculté.

## Publications
- Buchanan's Journal of Man, périodique publié de 1849 à 1856.
- Moral education: its law and methods, New-York, 1882.
- Manual of Psychometry : the Dawn of a New Civilization, 1885.